# Michael McGrady
Michael Steven McGrady (* 30. März 1960 in Federal Way, Washington) ist ein US-amerikanischer Schauspieler und Künstler, der hauptsächlich durch seine Rolle als Detective Daniel „Sal“ Salinger in der Fernsehserie Southland bekannt ist. Außerdem war er in 18 Folgen der Serie Ray Donovan zu sehen und gehörte von 2016 bis 2017 dem Hauptcast der Freeform-Serie Beyond an. Außerdem war er in einer längeren Nebenrolle in der Serie Mob City von Frank Darabont zu sehen, wie auch in Low Winter Sun.

## Leben
McGrady wurde in Federal Way, Washington, geboren, als Sohn von Gloria, der Besitzerin eines Friseursalons und George McGrady, einem Flugzeugmechaniker. Er besuchte die Federal Way High School und die University of Washington mit Schwerpunkt Betriebswirtschaft.
McGrady hatte ursprünglich vorgehabt, Rechtsanwalt zu werden, und arbeitete in einer Bank, als seine Schwester ihn zu einem Wettbewerb für ein Stipendium an einer lokalen Schauspielschule einlud. Danach zog McGrady nach Kalifornien, um seinen Traum, Schauspieler zu werden, zu verfolgen. Seine erste Rolle hatte er in einem Werbespot für Cherry Pepsi inne.
Derzeit lebt er mit seiner Frau Ilka und ihren Kindern in Südkalifornien. Seine Tochter, Hunter McGrady, ist als Model tätig.